# نوكري ريفيشفيلي
نوكري ريفيشفيلي (2 مارس 1987 كوتايسي جورجيا - ) هو لاعب كرة قدم جورجي، يلعب كحارس مرمى.

## وصلات خارجية
نوكري ريفيشفيلي على موقع الاتحاد الدولي (مؤرشف)  (الإنجليزية)
- نوكري ريفيشفيلي على موقع قاعدة بيانات كرة القدم.إي يو (الإنجليزية)
- نوكري ريفيشفيلي على موقع ناشيونال فوتبول تيمز (الإنجليزية)
- نوكري ريفيشفيلي على موقع Soccerway.com (الإنجليزية)
- نوكري ريفيشفيلي على موقع عالم كرة القدم.نت (الإنجليزية)
- نوكري ريفيشفيلي على موقع AS.com (الإسبانية)